# Malik Asselah
Malik Asselah (Argel, 8 de julho de 1986) é um futebolista profissional argelino que atua como goleiro.

## Carreira
Malik Asselah integrou a Seleção Argelina de Futebol que disputou o Campeonato Africano das Nações de 2017.